# Tina Modottiová

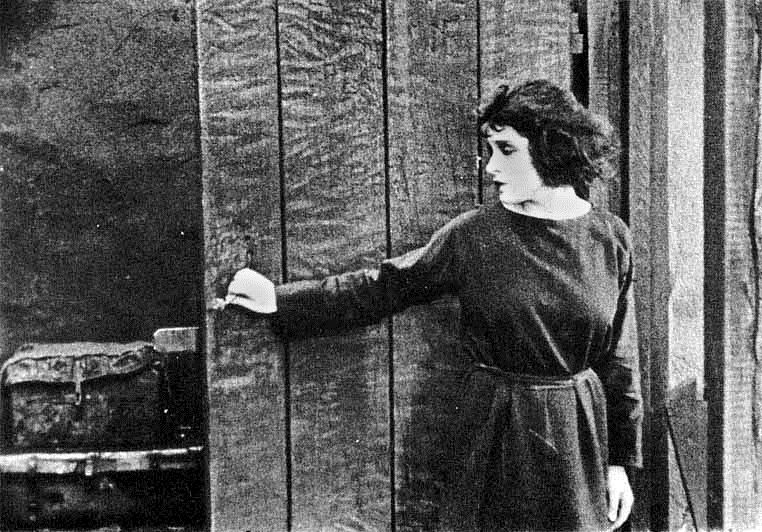
Tina Modottiová ve filmu Tiger's Coat, 1920

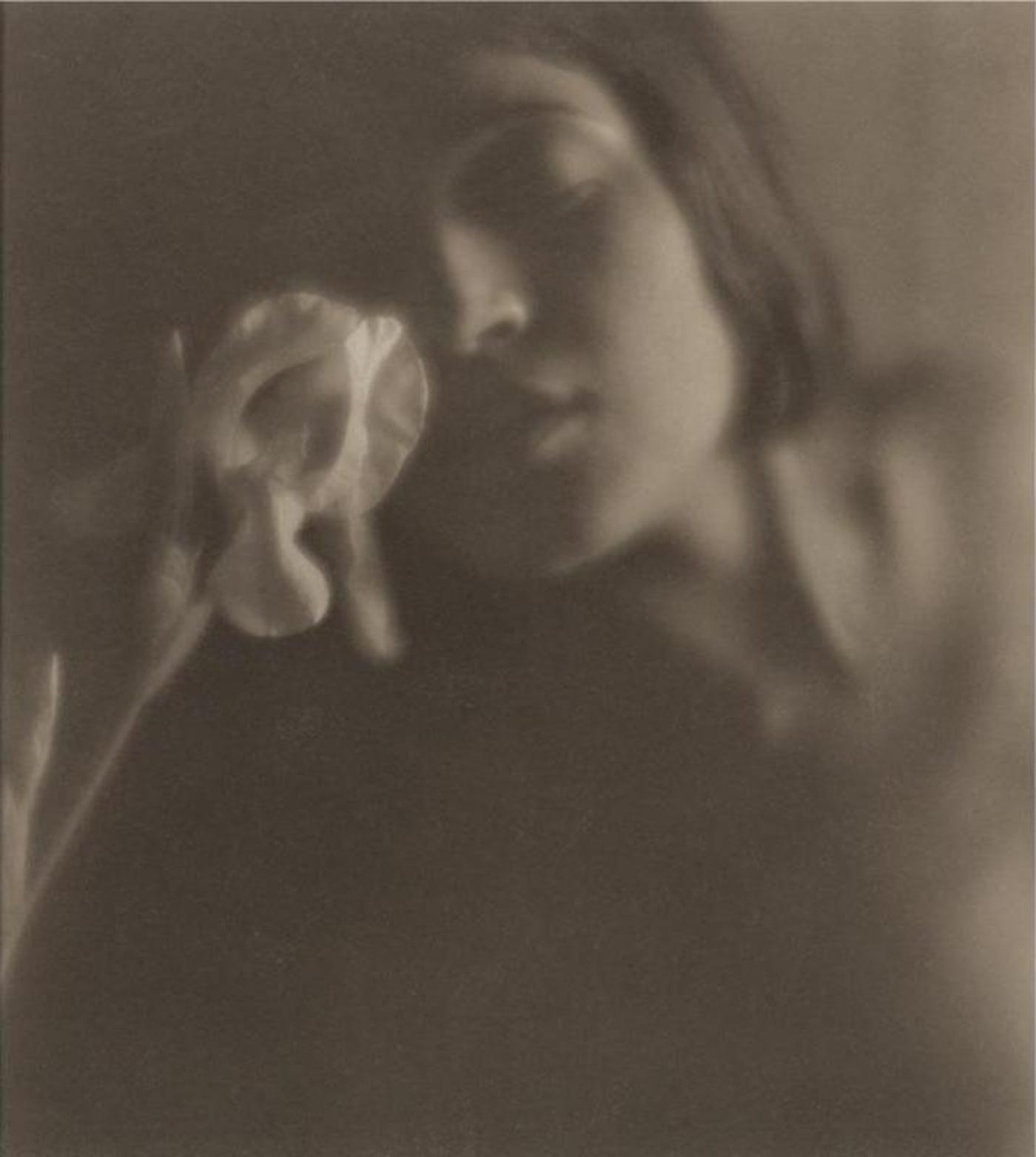
Edward Weston: Modottiová, 1921

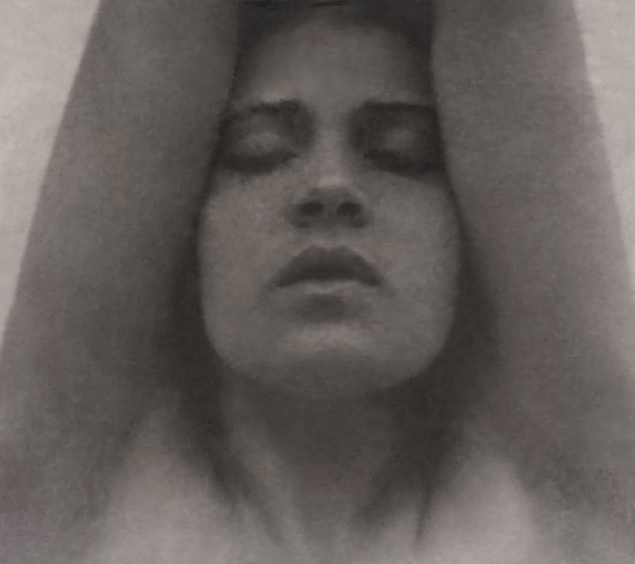
Edward Weston: Tina Modottiová se zvednutýma rukama, asi 1921

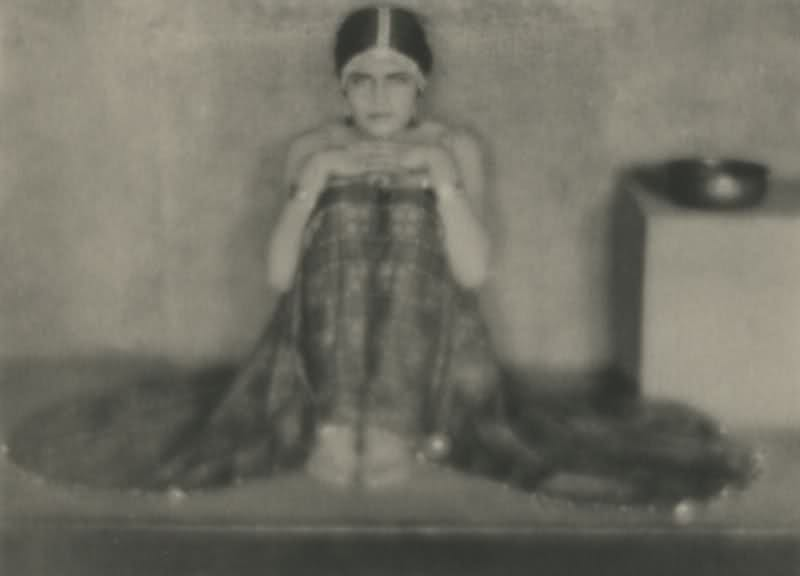
Jane Reece: Tina Modotti, 1919

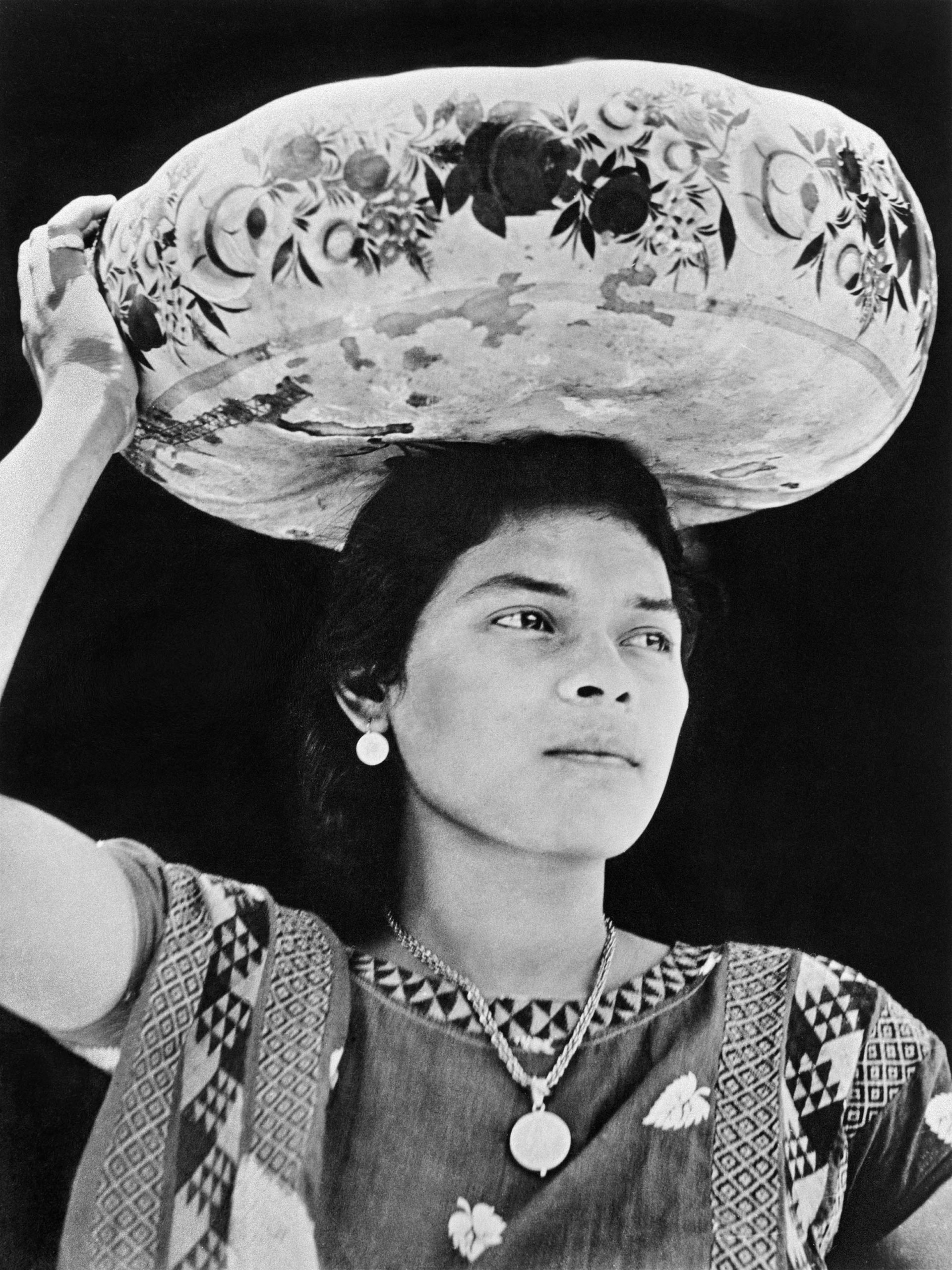
Tina Modotti: Žena z Tehuantepecu, 1929

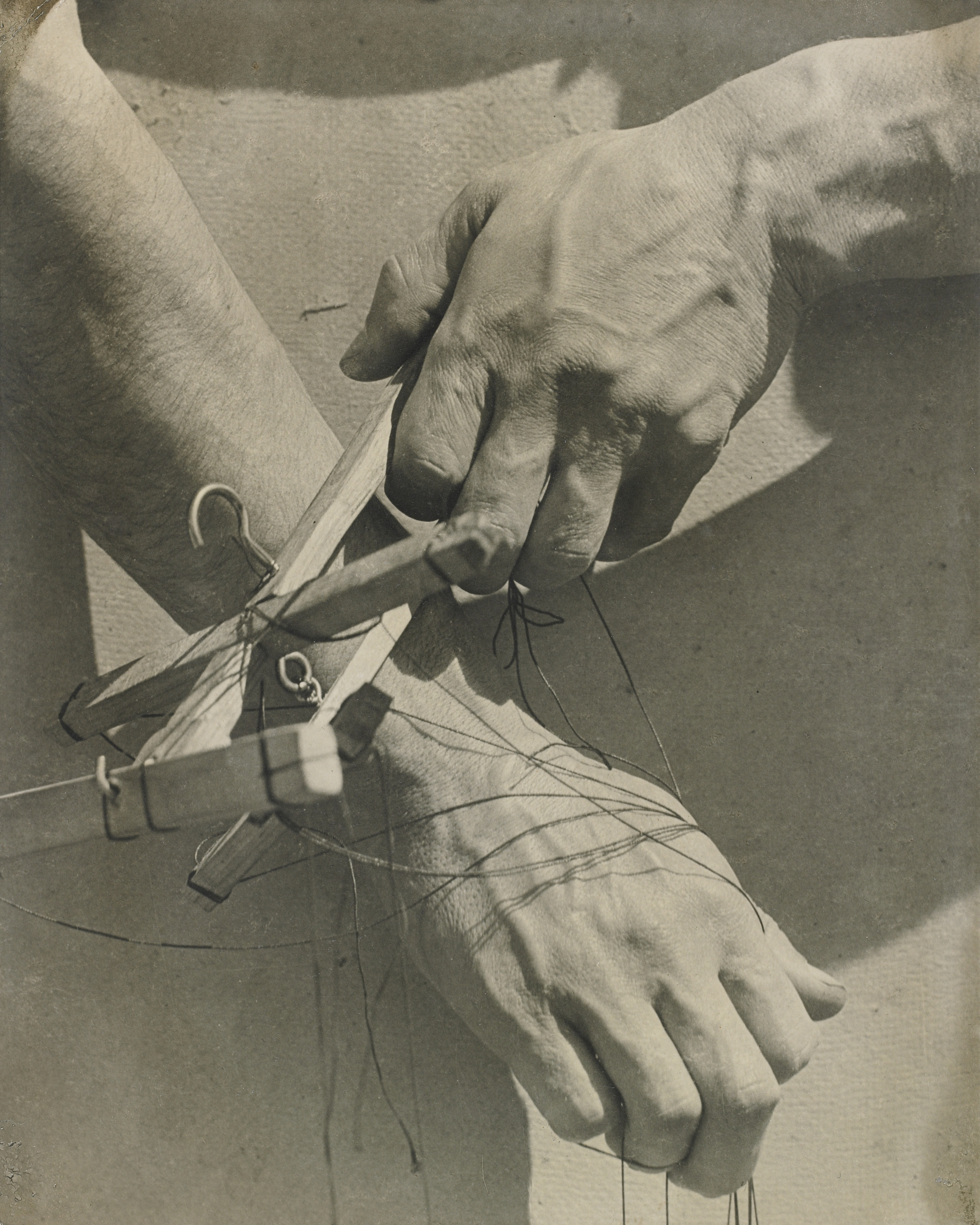
Tina Modotti: Ruce loutkáře, Mexico City 1929

Tina Modottiová (nepřechýleně Modotti; 16. srpna 1896 – 5. ledna 1942) byla italská fotografka, modelka, herečka a revoluční politická aktivistka Kominterny. V roce 1913 opustila Itálii a přestěhovala se do USA, kde pracovala jako modelka a následně jako fotografka. V roce 1922 se přestěhovala do Mexika, kde se stala aktivní komunistkou. Významná je její spolupráce s fotografem Edwardem Westonem.

## Mládí
Tina Modottiová se narodila jako Assunta Adelaide Luigia Modotti Mondini v Udine, Furlansko v Itálii. Její matka Assunta byla švadlena a její otec Giuseppe byl zedník. V roce 1913, ve svých šestnácti letech, emigrovala do Spojených států, aby se přidala ke svému otci v San Francisku v Kalifornii.
Přitahovalo ji umění performance podporované komunitou italských emigrantů v oblasti Bay Area, Modottiová experimentovala s hraním. Objevila se v několika hrách, operách a němých filmech na konci první dekády a na počátku 20. let 20. století, a také pracovala jako modelka.
V roce 1917 se potkala s mužem Roubaix „Robo“ de l'Abrie Richey. Byl to původně farář z Oregonu jménem Ruby Ritchie, umělec a básník, který si osvojil bohémské jméno Roubaix. V roce 1918 s ním začala Modottiová mít romantický vztah a přestěhovala se s ním do Los Angeles, aby se mohla věnovat kariéře v oblasti filmového průmyslu. Přestože pár žil společně a jako „manželský pár“, oddaní spolu nebyli. Často hrála role femme fatale, její filmová kariéra vyvrcholila filmem The Tiger's Coat. Měla menší role ve dvou dalších filmech.
Pár vstoupil do bohémského kruhu přátel. Jeden z těchto kolegů byl Ricardo Gómez Robelo a dalším americký fotograf Edward Weston.

## Kariéra fotografky
Modottiová se dostala k fotografii pravděpodobně jako mladá dívka v Itálii, kde její strýc, Pietro Modotti, provozoval fotoateliér. Později v USA její otec krátce vedl podobné studio v San Franciscu. Modotti se v Los Angeles setkala s fotografem Edwardem Westonem a jeho tvůrčí partnerkou Margrethem Matherovou. Prostřednictvím svého vztahu s Edwardem Westonem se z Modottiové stala významná umělecká fotografka a dokumentaristka. V roce 1921 se Modottiová stala Westonovou milenkou. Ricardo Gómez Robelo se stal vedoucím oddělení výtvarného umění ministerstva školství v Mexiku a přesvědčil Roba, aby přišel do Mexika s příslibem práce a studia. V roce 1926, když navštívila San Francisco, se setkala s Consuelou Kanagaovou a uspořádali společně malou výstavu snímků Modottiové ve studiu Kanagaové na Post Street.

### Spolupráce s Westonem
V létě 1920 Weston potkal dvě osobnosti, kteří byli součástí rostoucí kulturní scény v Los Angeles: Roubaix de l'Abrie Richey, známý jako „Robo“ a žena, kterou Robo nazýval svou manželkou, Tina Modotti. Modotti, která byla tehdy známá pouze jako divadelní a filmová herečka, se nikdy za Roba nevdala, ale předstírali, že jsou manželé. Weston s Modottiovou byli na první pohled jeden druhému přitažlivý, a brzy se z nich stali milenci. Richey o aféře s Modottiovou věděl, ale i nadále zachovával s Westonem přátelství a později ho pozval, aby přišel do Mexika a sdílel s ním jeho studio.
Někdy v roce 1920 začal Weston fotografovat poprvé nahé modely. Jeho první modelkou byla jeho manželka Flora a jejich děti, ale brzy po nich pořídil alespoň tři studie aktu Matherové. Během dvaceti let následovaly další fotografie aktů, když nejprve první z desítek figurálních studií vytvořil svým přátelům a zamilovaným.
Až dosud si Weston udržel své vztahy s jinými ženami před svou ženou v tajemství, ale když začal fotografovat více akrů, Flora začala podezřívat, jak se svými modelkami zachází. Chandler si vzpomínal, že jeho matka ho pravidelně posílala do tatínkova studia s obsílkami a žádala ho, aby jí řekl, kdo tam byl a co tam dělali.
Jedním z prvních, kdo souhlasil s fotografováním nahého těla, byla Modotti. Stala se Westonovou hlavní modelkou pro dalších několik let.
Brzy poté, co se Weston vrátil roku 1922 z New Yorku se Robo odstěhoval do Mexika a založil tam studio, kde vytvářel batiky. Za krátkou dobu plánoval uspořádat společnou výstavu svých prací a fotografií, Westona, Matherové a několika dalších autorů. Na počátku roku 1923 Modottiová odjela vlakem za Robem do Mexika, aby s ním mohla být, ale onemocněl neštovicemi a zemřel krátce předtím, než dorazila. Zničená a zarmoucená Modottiová dorazila dva dny po jeho smrti, ale během několika týdnů se zotavila natolik, že se rozhodla zůstat a uskutečnit výstavu, kterou Robo plánoval. Výstava byla úspěšná a díky nemalému počtu studií aktů Modottiové pevně ustanovila uměleckou reputaci Westona v Mexiku.
Po skončení výstavy se Modottiová vrátila do Kalifornie a Weston s ní plánoval společný návrat do Mexika. Chtěl tam strávit pár měsíců fotografováním a propagací své práce, a mohl by výhodně cestovat pod záminkou, že Modottiová je jeho asistentka a překladatelka. Po smrti svého otce utrpěla druhou ztrátu, která ji později v březnu 1922 donutila vrátit do San Francisca.
Dne 30. července 1923 Weston, jeho syn Chandler a Modottiová odplouvali parníkem pro prodloužený výlet do Mexika. Jeho manželka Flora a jejich další tři synové se s nimi loučili v přístavu. Není známo, co Flora věděla nebo si myslela o vztahu mezi Westonem a Modottiovou, ale v doku údajně vykřikla: „Tino, pečlivě se starej o mé chlapce!“ Souhlasila s tím, že bude provozovat Westonovo studio bezplatně za to, že ji zasvětí do fotografování.
Do Mexico City dorazili 11. srpna a pronajali si velkou usedlost mimo město. Během měsíce uspořádal výstavu svých prací v Aztec Land Gallery a 17. října se konala tisková konference s rozhovory pro média. Byl zvláště hrdý na recenzi Maria de Zayase, který řekl: „Fotografie začíná být fotografií, protože až dosud to bylo jen umění.“
Odlišná kultura a scenérie Mexika přiměly Westona, aby se na věci díval novým způsobem. Stal se citlivějším na to, co bylo před ním, a obrátil svůj fotoaparát na předměty každodenního života, jako jsou hračky, dveře a koupelnové doplňky. Udělal také několik intimních aktů a portrétů s Modottiovou. Ve svém „Daybooks“ poznamenal:
Fotografická kamera by měla být použita k zaznamenání života, zachycení substance a jádra věci samotné… Cítím naprostou jistotu, že přístup k fotografii vede přes realismus.

Weston pokračoval ve fotografování lidí a věcí kolem sebe a jeho reputace v Mexiku se zvětšovala tím více, čím déle zůstával. V roce 1924 absolvoval druhou výstavu v Aztec Land Galley a měl stálý proud místních společenských skupin, které ho žádaly, aby je portrétoval. Modottiová a Weston rychle tíhli směrem k bohémské scéně hlavního města a využili svých kontaktů pro rozšíření své portrétní činnosti. Společně našli komunitu kulturních a politických „avantgardistů“, mezi nimiž byli Frida Kahlo, Guadalupe Marín, Diego Rivera nebo Jean Charlot. Weston současně začal opomíjet své další syny v USA. Stejně jako u mnoha jeho činů byla pro něho největším motivem žena.
Weston a Chandler se na konci roku 1924 vrátili do San Franciska a následující měsíc s Hagemeyerem založili studio. Zdálo se, že Weston během tohoto období zápasil se svou minulostí i svou budoucností. Spálil všechny své poznámky napsané před Mexikem, jako by se snažil vymazat minulost a začal s Miriam Lernerovou a se svým synem Neilem nový cyklus aktů. Napsal, že tyto snímky byly „začátkem nového období v mém přístupu a postoji k fotografii.“
Jeho nový vztah s Lernerovou netrval dlouho a v srpnu 1925 se vrátil do Mexika, tentokrát se svým synem Brettem. Modottiová uspořádala společnou výstavu jejich fotografií a zahájila ji v týdnu, kdy se vrátil. Získal nové kritické ocenění a šest jeho výtisků koupilo Národní muzeum. Několik dalších měsíců se soustředil na fotografování lidového umění, hraček a místních scén. Jedním z jeho nejsilnějších obrazů tohoto období jsou tři černé hliněné hrnce, které označil historik umění Rene d'Harnoncourt jako „začátek nového umění“.
V květnu 1926 Weston podepsal smlouvu se spisovatelkou Anitou Brennerovou na 1000 dolarů, aby vytvořil fotografie pro knihu, kterou psala o mexickém lidovém umění Idols Behind Altars. V červnu začala Modottiová a Brett cestovat po celé zemi a hledali méně známé národní umění a řemesla. Jeho smlouva vyžadovala, aby odevzdal Brennerové tři hotové výtisky z negativů 8x10 palců a než práci dokončil, trvalo to do listopadu téhož roku. Během svých cest absolvoval Brett u svého otce crash course z fotografie a udělal více než dvě desítky tisků, které jeho otec považoval za výjimečné kvalitní.
Když se vrátili z cest, vztah mezi Westonem a Modottiovou se rozpadl a za méně než dva týdny se s Brettem vrátili do Kalifornie. Do Mexika se již nikdy nevrátil.
Obecně se Weston pohyboval krajinou a lidovým uměním Mexika, aby vytvářel abstraktní díla, zatímco Modottiová se více zjímala o obyvatele Mexika a mísila tento lidský zájem s modernistickou estetikou. Modottiová se také stala oficiální fotografkou rozkvétajícího Mexického muralistického hnutí a dokumentovala díla Josého Clementa Orozca a Diega Rivery. V letech 1924–1928 pořídila Modottiová stovky fotografií Riveryových nástěnných maleb na sekretariátu školství Secretariat of Public Education v Mexico City. Během tohoto období dospěla její vizuální tvorba, například její formální experimenty s architektonickými interiéry, květinami a městskou krajinou a zejména v mnoha lyrických snímcích rolníků a dělníků.
Mexický fotograf Manuel Álvarez Bravo rozdělil její dílo do dvou odlišných kategorií: „romantické“ a „revoluční“, s předchozím obdobím, které strávila jako asistentka ve studiu Westona, manažerka a konečně jako tvůrčí partnerka. Její pozdější práce byly v prosinci 1929 k vidění na samostatné retrospektivní výstavě v Národní knihovně (National Library), která byla propagována jako „The First Revolutionary Photographic Exhibition In Mexico“ („První revoluční fotografická výstava v Mexiku“).

## Smrt
V roce 1942 ve věku 45 let Modottiová zemřela na srdeční selhání při cestě domů taxíkem z večeře v domě Pablo Nerudy v Mexico City, což někteří lidé považovali za podezřelé okolnosti. Když slyšel o její smrti Diego Rivera prohlásil, že ji zinscenoval Vidali. Modottiová mohla „vědět příliš mnoho“ o aktivitách Vidaliho ve Španělsku, které obsahovaly fámy o 400 popravách. Pitva prokázala, že zemřela na přirozené příčiny, konkrétně městnavé srdeční selhání. Její hrob se nachází v Panteón de Dolores v Mexico City. Na náhrobku je vytesán Tinin reliéfní portrét od Leopolda Méndeze a elegie od Pabla Nerudy. Její součástí je verš:
Sestro, svět kráčí k místu, kam ty směřuješ,

písně z tvých rtů vyrážejí každým dnem

i ze rtů těch krásných lidí, jež jsi milovala.

Tvé srdce bylo smělé.

## Vybrané výstavy fotografií
V roce 1996 uspořádalo Muzeum umění ve Filadelfii rozsáhlou retrospektivu věnovanou umělkyni s názvem Tina Modotti: Photographs. Výstavu uspořádala muzejní kurátorka fotografie Martha Chahroudi. Aby získala finanční prostředky, zpěvačka Madonna vydražila Modottiův Mercedes-Benz z roku 1963. Madonna se stala významným sběratelem díla Modottiové. V roce 2006 uspořádalo Muzeum moderního umění v San Francisku výstavu s názvem Mexico as Muse: Tina Modotti and Edward Weston.
Před výstavou jejích prací v USA byly její snímky vystaveny v Itálii, Polsku, Německu, Rakousku a dalších zemích. V roce 2010 byla otevřena největší výstava jejího díla Tina Modotti Photographer and Revolutionary ve vídeňském Kunst Haus Wien. Bylo vystaveno 250 fotografií, z nichž mnohé ještě nebyly nikdy vystaveny. Výstava byla založena na sbírkách berlínské Galerie Bilderwelt a Newyorčana Spencera Throckmortona, a kurátorem byl Reinhard Schultz. V roce 2015 výstava Tina Modotti: Photographs of Mexican Murals uspořádala galerie Richard Norton Gallery.

## Veřejné sbírky
Fotografie Modottiové lze nalézt v řadě veřejných uměleckých institucí, včetně:
- Muzeum moderního umění[25]
- Muzeum moderního umění v San Francisku[26]
- Metropolitní muzeum umění[27]
- Muzeum umění ve Filadelfii[28]

## V populární kultuře
Ve filmu Frida z roku 2002 o umělkyni Fridě Kahlo Modottiovou hrála herečka Ashley Juddová. V roce 2018 oznámila společnost AG Studios, England výrobu televizní minisérie s názvem Radical Eye: The Life and Times of Tina Modotti, kde hraje Monica Bellucciová.

## Galerie

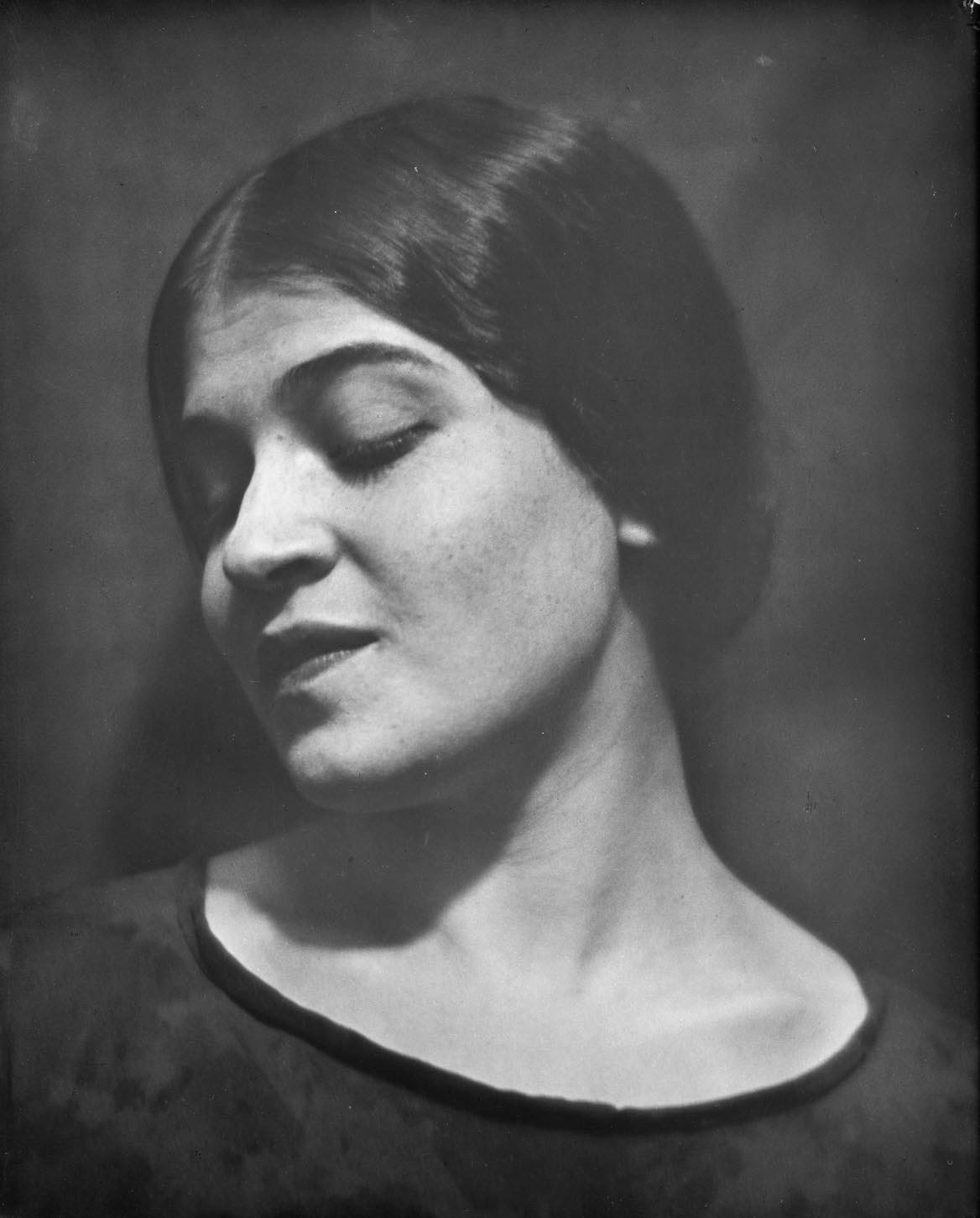
Edward Weston: Tina Modottiová, 1924
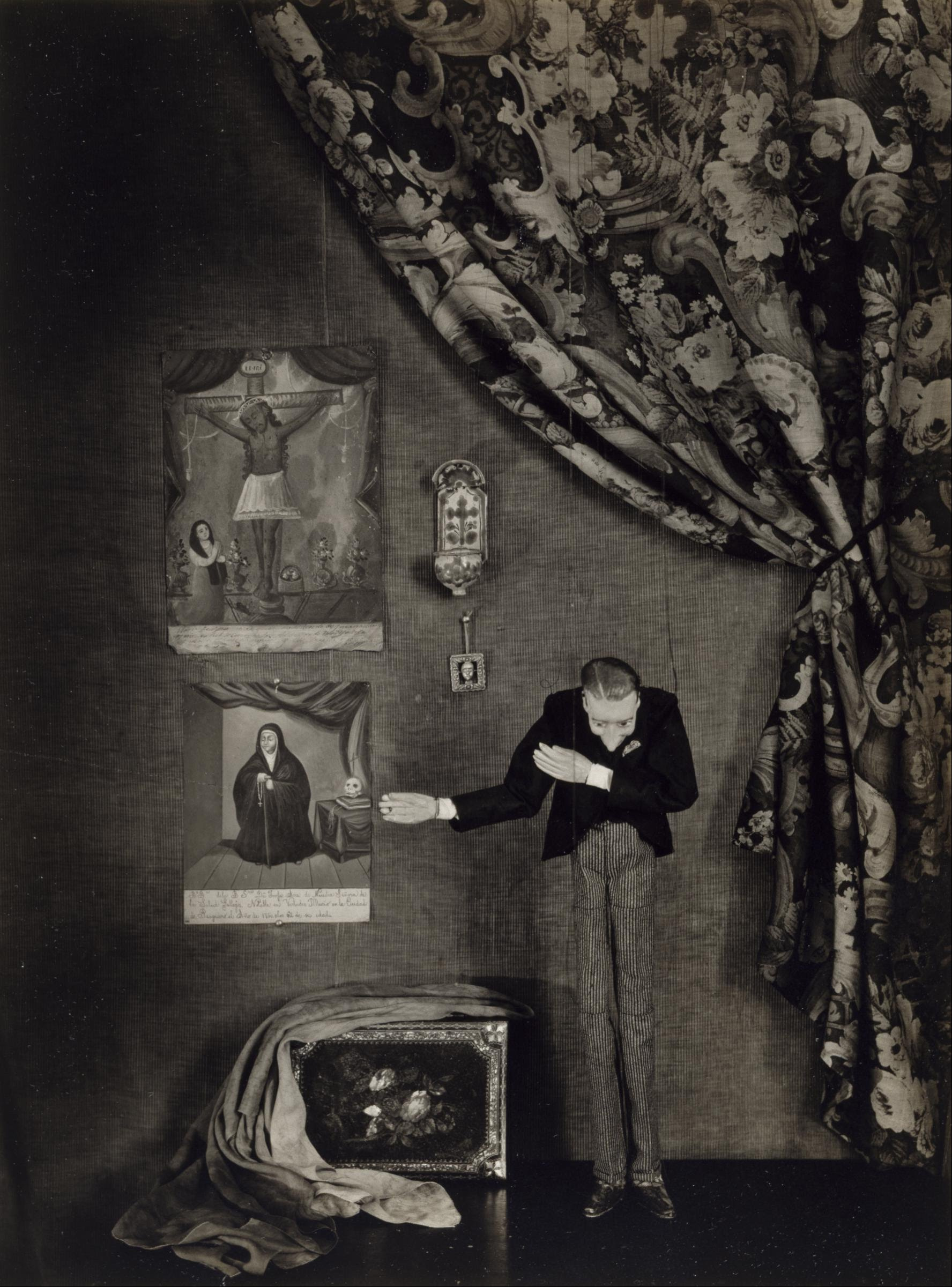
Tina Modottiová: Rene d'Harnoncourt Puppet, 1929
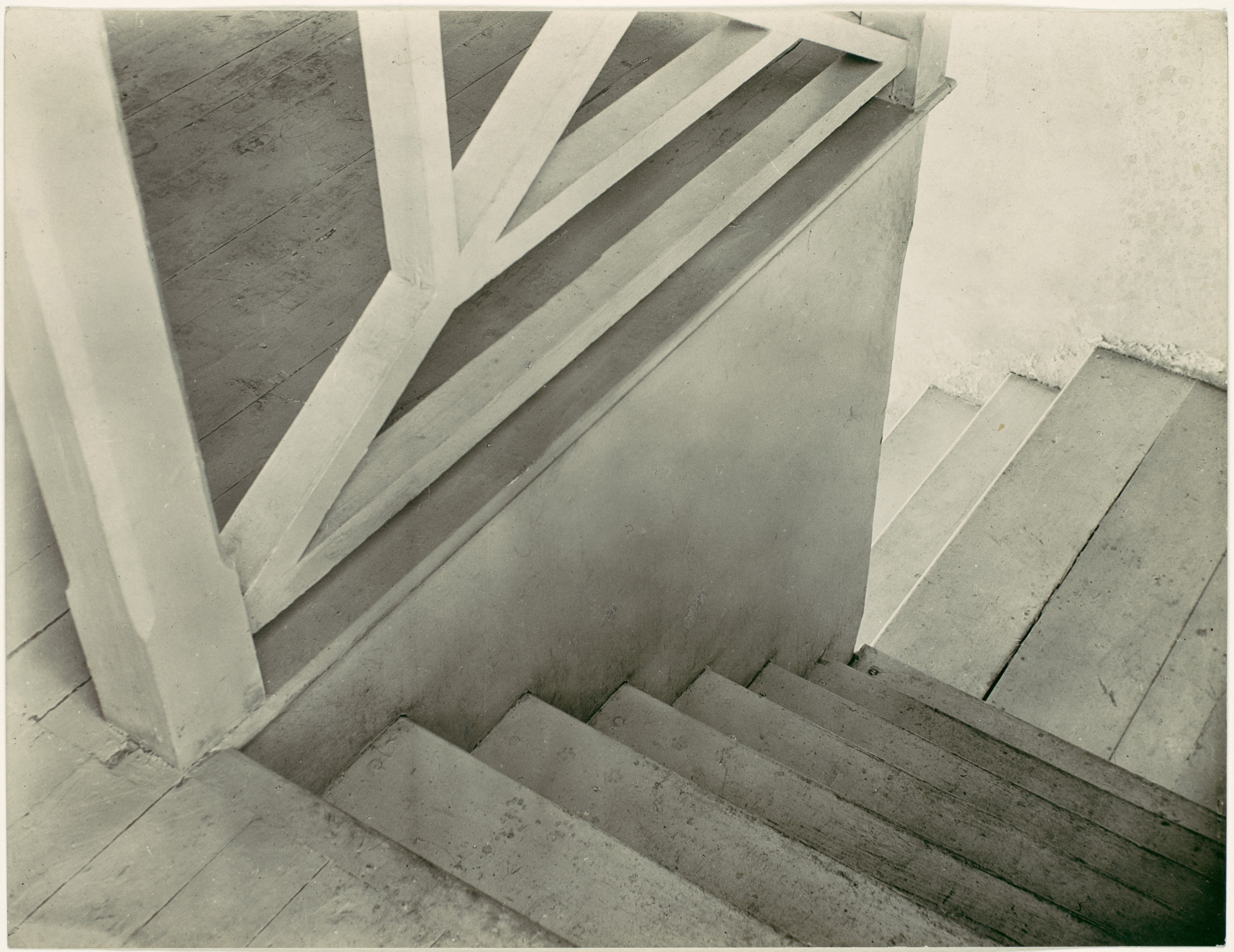
Tina Modottiová: Schody, Mexico City, 1924–1926
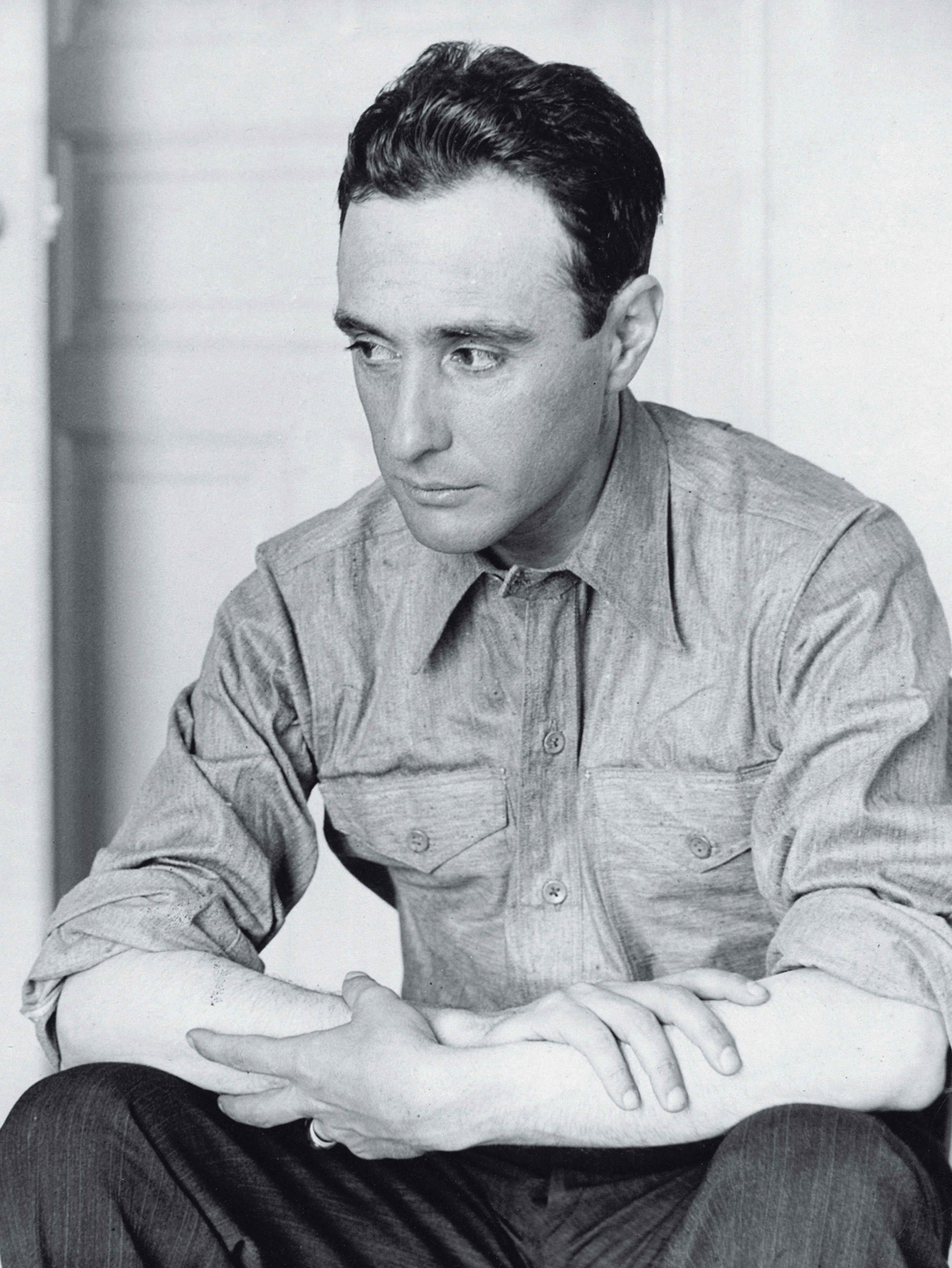
Tina Modottiová: malíř Manuel Rodríguez Lozano, asi 1928

## Filmografie
- The Tiger's Coat (Lubin Studios, 1920)[31]
- Riding With Death (Fox Film Corporation, 1921) jako „Tina Medotti“[31]
- I Can Explain (Pathe Exchange, 1922)[30]
- Tina Modotti (Channel 4, 1992) dokument, 52 minut, Dir: Ceri Higgins Producer: Helen Kelsey